# Philosepedon kowarzi
Philosepedon kowarzi är en tvåvingeart som beskrevs av Jezek 1995. Philosepedon kowarzi ingår i släktet Philosepedon och familjen fjärilsmyggor.
Artens utbredningsområde är Tjeckien. Inga underarter finns listade i Catalogue of Life.